# Lapidação

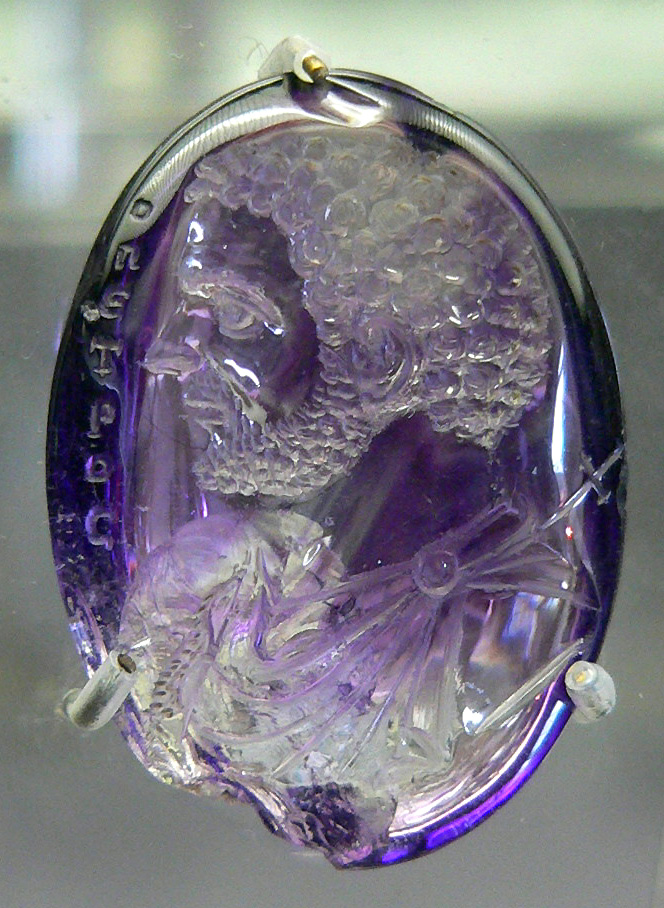
Ametista lapidada com a efígie do imperador romano Caracala

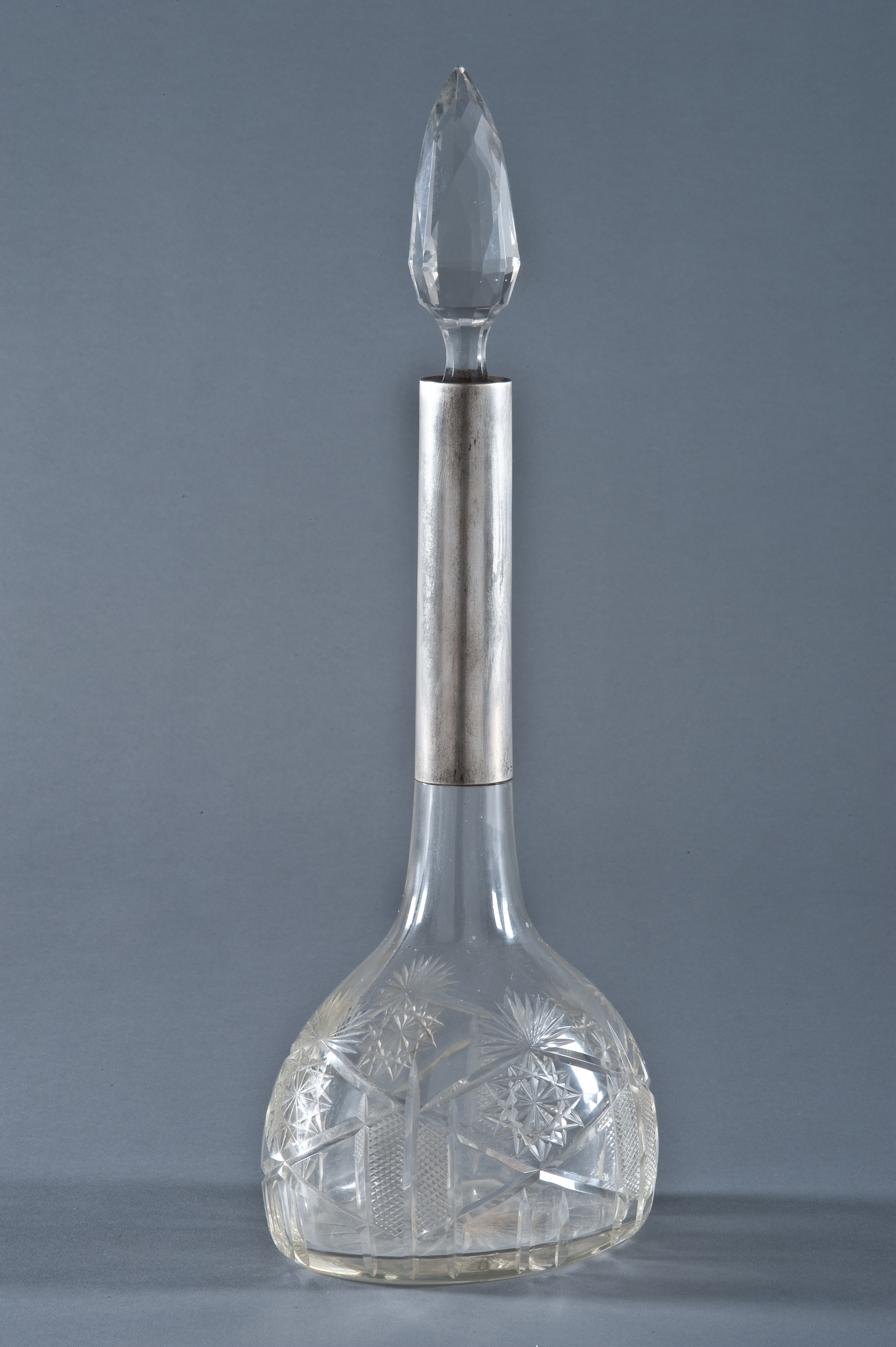
Garrafa lapidada (acervo Museu Paulista da USP}

Lapidação é uma técnica para se modelar um material, geralmente uma pedra preciosa, mas também se aplica a metais e outros materiais. O aparelho para lapidação consiste de um disco rotativo sobre o qual aplica-se uma mistura de líquido (água, óleo ou outro) e pó de diamante: a seguir, o material a ser lapidado é pressionado contra a superfície do disco.
A lapidação de metais produz superfícies extremamente lisas e brilhantes, reduzindo as dimensões da rugosidade superficial a ordens de grandeza muito pequenas. Este processo pode corrigir a forma de materiais de dureza elevadíssima, como o diamante.
Para se lapidar um diamante, se precisa saber onde ele pode ser alterado: ou seja, pela sua veia, através de um disco de ferro fundido provido de azeite e pó de diamante. Este é feito por diamantes sem condições de serem lapidados, que colocamos em um pilão próprio que é batido até se obter um pó fino.

## Lapidação e polimento
O processo da lapidação e o processo do polimento se diferem em dois aspectos principais:
- A lapidação é capaz de reduzir a rugosidade de valores relativamente elevados para valores bem reduzidos, ao contrário do polimento, que já deve receber a peça para ser trabalhada com uma rugosidade relativamente baixa, mas que apresenta qualidade superficial mais elevada.
- A lapidação pode dar, à peça, a forma da ferramenta utilizada, enquanto o polimento tem, como finalidade, somente melhorar a qualidade superficial, vindo a remoção de material em segundo plano.